# Presidente Juscelino
Presidente Juscelino là một đô thị thuộc bang Maranhão, Brasil. Đô thị này có diện tích 442,135 km², dân số năm 2007 là 11469 người, mật độ 25,94 người/km².